# Ларри и его команда
«Ларри и его команда» (англ. Larry the Lawnmower) — австралийский мультсериал для детей дошкольного возраста, транслировавшийся с 2008 по 2010 год на телеканале Seven Network. Автор мультсериала — Тим Фэйрклот.

## Описание
Сериал рассказывает о приключениях на заднем дворе красной газонокосилки Ларри и его четырёх друзей: розовой грабли Рози, жёлтой лопаты Флеша, зелёного шланга Тунгуса и голубой тачки Вилли. Повествование в мультсериале ведётся от имени Джея Лагаая.
Премеьера мультсериала «Ларри и его команда» состоялась 9 декабря 2008 года в 11:00 утра. Второй сезон начался 16 февраля 2009 года. 21 мая 2009 года было объявлено, что сериал будет транслироваться в повторах. С декабря 2015 по февраль—март 2016 года мультсериал «Ларри и его команда» транслировался на телеканале 7TWO, а на остальных телеканалах мультсериал транслировался с мая 2017 по январь 2018 года.

## В России
В России трансляция мультсериала «Ларри и его команда» началась осенью 2010 года на канале «ТелеНяня» (позднее — «Карусель»).